# K. T. Oslin
Kay Toinette Oslin, nota come K. T. Oslin (Crossett, 15 maggio 1942 – Nashville, 21 dicembre 2020), è stata una cantante, musicista e attrice statunitense.

## Biografia
Fu conosciuta negli Stati Uniti per diverse hit di musica country a cavallo tra gli anni '80 e '90
K. T. Oslin è morta sul finire del 2020, per complicazioni della malattia di Parkinson, alla quale si era aggiunto da ultimo il COVID-19.

## Discografia

### Album studio
- 80's Ladies (1987)
- This Woman (1988)
- Love in a Small Town (1990)
- My Roots Are Showing... (1996)
- Live Close By, Visit Often (2001)

### Raccolte
- Greatest Hits: Songs from an Aging Sex Bomb (1993)

## Filmografia
- Calda emozione, 1990
- Because It's Christmas: Barry Manilow, 1991
- Quella cosa chiamata amore, 1993